# フアン・マヌエル・アセンシ
フアン・マヌエル・アセンシ・リポール（Juan Manuel Asensi Ripoll、1949年9月23日 - ）は、スペイン・バレンシア州アリカンテ出身の元同国代表サッカー選手、元サッカー指導者。ポジションはMF。

## クラブ経歴
バレンシア州のアリカンテに生まれ、1966-67シーズンにエルチェCFでプロデビューを果たした。1969-70シーズン、エルチェにてリーグ戦30試合10得点という成績を残すと、シーズン終了後に8000万ペセタでFCバルセロナに引き抜かれた。バルセロナでは、1973-74シーズンのラ・リーガ制覇、1978-79シーズンのUEFAカップウィナーズカップ優勝など、合計5つのタイトル獲得に貢献した。また、バルセロナ在籍終盤には、クラブのキャプテンを務めるなどした。スペインラストシーズンとなった1980-81シーズンは、公式戦12試合の出場に終わり、同シーズンを持ってクラブを退団。さらにスペインを去り、メキシコのクルブ・プエブラに加入した。それから3年後の1983年、CFオアステペクにて現役を引退した。

## 代表経歴
スペイン代表として通算41試合7得点を記録している。A代表デビューは、1969年2月23日の1970 FIFAワールドカップ・予選として行われたベルギー代表戦であった。
その後は、クラブレベルでの活躍もあり、1978 FIFAワールドカップやUEFA欧州選手権1980を戦うスペイン代表に選出されたが、いずれの大会でもタイトル獲得には至らなかった。

## タイトル

### クラブ
FCバルセロナ
- ラ・リーガ : 1回 (1973-74)
- コパ・デル・レイ : 3回 (1970-71, 1977-78, 1980-81)
- UEFAカップウィナーズカップ : 1回 (1978-79)